# Long Creek (Illinois)
Long Creek – wieś w Stanach Zjednoczonych, w stanie Illinois, w hrabstwie Macon.